# 商芳臣
商芳臣（1920年1月24日—2001年2月6日），原名商雅卿，生于浙江省嵊州市西乡上沙地村，越剧女演员，擅长老生。1940年9月，组建标准越剧团。1951年，与竺水招组建云华越剧团。1954年，随云华越剧团赴南京。2001年，逝世于南京。代表作有《南冠草》《文天祥》《柳毅传书》等。